# OZNA
El Departamento para la Protección del Pueblo u OZNA (en serbocroata: Одељење за заштиту нaрода, romanizado: Odjeljenje za zaštitu naroda     o Odeljenje za zaštitu naroda ; en macedonio: Одделение за заштита на народот  ; en esloveno: Oddelek za zaščito naroda   ) fue la Policía Secreta de la Yugoslavia comunista que existió entre 1944 y 1946.

## Establecimiento
La OZNA se fundó el 13 de mayo de 1944 por decisión de Josip Broz Tito y bajo el liderazgo de Aleksandar Ranković (nom de guerre Marko ), miembro destacado del Politburó hasta su caída en 1966, y colaborador cercano de Josip . Broz Tito .
El 24 de mayo de 1944, solo un día antes de la Operación Rösselsprung, Tito firmó el Reglamento de Tribunales Militares (en serbocroata: Uredba o vojnim sudovima NOVJ), que en su artículo número 27 establecía que el tribunal llega a sus decisiones sobre la culpabilidad o no de los acusados con base en su libre evaluación, independientemente de la prueba. Con base en las investigaciones realizadas por la OZNA, los tribunales militares llegaron a sus decisiones.

## Función
Hasta que se constituyó la OZNA, las tareas de inteligencia y seguridad fueron realizadas por varios organismos. En la primavera de 1944, las tareas fueron realizadas por la Sección de Protección de Personas en Bosnia central y occidental, parte de Croacia y Vojvodina ; los centros de inteligencia territorial en Croacia, Vojvodina y Montenegro ; la división de inteligencia de la Sección de Asuntos Internos dentro de la presidencia del Comité de Liberación Nacional Esloveno en Eslovenia ; y el servicio de inteligencia de los destacamentos partidistas en Serbia Central, Macedonia y Kosovo .

## Organización
La reorganización de la inteligencia y la seguridad no pudo satisfacer las crecientes necesidades del Estado Mayor Supremo. La OZNA se creó como una entidad autónoma, una organización militar cuya estructura unitaria y dirección centralizada debía asegurar una línea política dura en los servicios de inteligencia y contrainteligencia . Todas las tareas de OZNA se dividieron en cuatro grupos, cada uno compuesto por una unidad organizativa:
1. inteligencia bajo Maks Baće Milić
2. contrainteligencia bajo Pavle Pekić
3. seguridad del ejército bajo Jeftimije Jefto Šašic, y
4. técnica/estadísticas bajo Mijat Vuletić

La primera sección (inteligencia) organizó actividades de inteligencia en otros países, instituciones estatales enemigas y territorio ocupado. Reclutó agentes y los envió a trabajar fuera de las fronteras del territorio liberado. Recopiló inteligencia sobre las redes de agentes enemigos, la policía, la maquinaria estatal traidora y las unidades militares traidoras. Este era esencialmente un servicio de inteligencia ofensivo, dirigido contra países extranjeros y territorios ocupados.
La segunda sección (servicio de contrainteligencia en el territorio liberado) recogía información de informantes de confianza sobre grupos políticos que se habían adherido o permanecido al margen del movimiento de liberación nacional, sobre actividades de agentes enemigos y sobre grupos armados de traidores nacionales y quintacolumnistas .
La tercera sección organizó la protección de contrainteligencia de las fuerzas armadas y estuvo activa solo en el NOVJ & PO ( Ejército Popular de Liberación de Yugoslavia y Destacamentos Partisanos ).
La cuarta sección realizó tareas estadísticas y técnicas, procesó información y llevó registros. Esta sección también incluía fotografía especial, escritura secreta, centros de radio y decodificadores.
Una quinta y sexta sección se formaron en la OZNA en marzo y abril de 1945.
La quinta sección se formó como un servicio de contrainteligencia contra las redes de agentes extranjeros en Yugoslavia; es decir, servicios de inteligencia extranjeros. (En 1946, esta sección se fusionó con la nueva tercera sección, que se creó después de que el servicio de contrainteligencia militar se independizara).
La sexta sección realizó tareas relacionadas con la protección de contrainteligencia del transporte, pero fue absorbida poco después de su establecimiento por el segundo sector.

## Actividades
Cuando el Ejército de Liberación Nacional cambió su nombre por el de Ejército Yugoslavo (JA) el 1 de marzo de 1945, la OZNA de la Yugoslavia Federal Democrática proclamó por directiva especial (24 de marzo de 1945) una nueva organización de la JA - OZNA. La OZNA estaba al mando directo de la protección de contrainteligencia de los puestos de mando, instituciones y unidades militares. Se crearon secciones dentro de cuerpos independientes. Esta tercera sección de OZNA estuvo vigente hasta finales de julio de 1945.
La parte "militar" y "civil" de la OZNA comenzó a separarse en 1945 y se dividió en marzo de 1946. En ese momento, las nuevas organizaciones escindidas, la Dirección Administrativa de Seguridad de JA - KOS ( Kontra-Obaveštajna Služba ) se formaron a partir de la parte militar y la Dirección Administrativa de Seguridad del Estado (UDBA) a partir de su contraparte civil .
Dado que la OZNA se quedó sin su tercera sección tras la independencia del servicio de contrainteligencia militar, formó una nueva tercera sección ajena a la anterior. Se centró inicialmente en la reconstrucción y operaciones del servicio de inteligencia alemán (especialmente la Gestapo ).[cita requerida] Más tarde, la tercera sección asumió las operaciones de todos los servicios de inteligencia exterior, las fronteras y el tráfico de extranjeros (que eran esencialmente las tareas de la quinta sección).[cita requerida]
La cuarta sección continuaba archivando información que habían sido recopiladas dentro de la OF VOS desde 1941. De los archivos de información inicial sobre 4.000 personas, al final de la guerra el número había aumentado a 17.750.
La OZNA estaba dirigida por un jefe que estaba directamente subordinado al comandante supremo del ejército yugoslavo, el Mariscal Josip Broz Tito .

## Asesinatos masivos de los "enemigos del pueblo"
Durante todo el período de su existencia, el OZNA utilizó prácticas ilegales que incluían asesinatos masivos ocasionales de los "enemigos del pueblo" que tenían la idea de conducir la "revolución". Los "enemigos del pueblo" incluían no solo a las fuerzas anticomunistas locales, sino también a personas notables que no apoyaban a los comunistas, colaboradores de las potencias del Eje durante la ocupación, personas adineradas, prisioneros de guerra miembros de Fuerzas Armadas de Croacia (Estado Independiente de Croacia) y todos los representantes de la Iglesia independientemente de su religión, etc. Este período también se caracterizó por la fuerte presencia de grupos armados anticomunistas y fascistas que operaban en el centro de Serbia, Kosovo, Bosnia-Herzegovina, Croacia y Eslovenia. Algunos de ellos representaron un serio desafío para las nuevas autoridades comunistas. En la lucha contra los grupos anticomunistas armados, el OZNA y KNOJ asesinaron a prisioneros sin ninguna investigación ni juicio, y en ocasiones también asesinaron a civiles asociados con ellos. La mayoría de las atrocidades cometidas por los comunistas se ocultaron al público durante el período de la República Federativa Socialista de Yugoslavia.
El Gobierno de Serbia y su Ministerio de Justicia establecieron la comisión para investigar las atrocidades cometidas por miembros del Movimiento Partisano Yugoslavo después de que obtuvieran el control de Serbia en el otoño de 1944. El informe de esta comisión presentó una lista de 59.554 muertes registradas después de la victoria comunista en Serbia desde el otoño de 1944 que fallecieron por diversas causas.